# Zosia Mamet
Zosia Russell Mamet (/ˈzɑːʃəˈmæmɪt/) (nascida em 2 de fevereiro de 1988) é um atriz norte-americana e musicista, que atuou em séries de televisão, incluindo Mad Men, United States of Tara, Parenthood, e como Shoshanna Shapiro na série Girls.

## Vida
Mamet nasceu em Randolph, Vermont. Ela é filha do dramaturgo, ensaísta, roteirista e diretor de cinema americano David Mamet e da atriz Lindsay Crouse. Seu pai é judeu e sua mãe é budista, e Mamet também se identifica como judia. Seu avô materno foi o dramaturgo Russel Crouse e seu bisavô materno foi o educador John Erskine. Ela tem uma irmã, Willa, que é cantora, e dois meio-irmãos, Clara, que também é atriz e diretora, e Noah. Ela morou na Nova Inglaterra até os cinco anos, quando sua mãe se mudou para Pacific Palisades, na Califórnia, com Willa e Zosia. Depois de terminar o ensino médio, Mamet decidiu continuar a atuar em vez de ir para a faculdade.

## Filmografia

### Filme
| Ano  | Titulo                                     | Personagem    | Notas          |
| ---- | ------------------------------------------ | ------------- | -------------- |
| 1997 | Colin Fitz Lives!                          | Lost Fan      |                |
| 2004 | Spartan                                    | Bedouin Woman |                |
| 2009 | Half Truth                                 | Girl          | Curta-metragem |
| 2009 | Off the Ledge                              | Jenny         |                |
| 2010 | The Kids Are All Right                     | Sasha         |                |
| 2010 | Cherry                                     | Darcy         |                |
| 2010 | Greenberg                                  | Girl at Party |                |
| 2011 | Snuggle Bunny: Man's Most Lovable Predator | The Daughter  | Curta-metragem |
| 2012 | Sunset Stories                             | Bethany       |                |
| 2012 | Rhymes with Banana                         | Z             |                |
| 2013 | The Last Keepers                           | Rhea Carver   |                |
| 2015 | Bleeding Heart                             | Shiva         |                |
| 2016 | Wiener-Dog                                 | Zoe           |                |
| 2016 | Mildred & The Dying Parlor                 | Mildred       | Curta-metragem |
| 2016 | Dominion                                   | Penny         |                |
| 2016 | Goldbricks in Bloom                        | Cleo          |                |
| 2017 | The Boy Downstairs                         | Diana         |                |
| 2018 | Under the Silver Lake                      | Troy          |                |

### Televisão
| Ano        | Titulo                              | Personagem         | Notas                                        |
| ---------- | ----------------------------------- | ------------------ | -------------------------------------------- |
| 1994       | Parallel Lives                      | Shannon            | filme para televisão                         |
| 2006–2007  | The Unit                            | Christine Ross     | 5 episódios                                  |
| 2009       | Ab Fab                              | Saffron            | filme para televisão                         |
| 2009       | War Wolves                          | Rudy               | filme para televisão                         |
| 2010       | United States of Tara               | Courtney           | 7 episódios                                  |
| 2010       | Miss USA's Sexy Halloween           | Beatrice           | Video short                                  |
| 2010–2011  | Parenthood                          | Kelsey             | 5 episódios                                  |
| 2010–2012  | Mad Men                             | Joyce Ramsay       | 5 episódios                                  |
| 2012–2017  | Girls                               | Shoshanna Shapiro  | Papel principal                              |
| 2013       | High School USA!                    | Amber Lamber (voz) | Papel principal                              |
| 2014–2015  | Regular Show                        | Celia (voz)        | 2 episódios                                  |
| 2014       | Back to Backspace                   | Yaga (voz)         | Pilot                                        |
| 2015       | American Dad!                       | Mary (voz)         | Episódio: "My Affair Lady"                   |
| 2016       | Once Upon a Sesame Street Christmas | Bella              | HBO special                                  |
| 2016, 2018 | Unbreakable Kimmy Schmidt           | Sue Thompstein     | 2 episódios                                  |
| 2016–2019  | Star vs. the Forces of Evil         | Hekapoo (voz)      | 14 episódios                                 |
| 2017       | You're the Worst                    | Heidi Rasmullen    | Episódio: "Not a Great Bet"                  |
| 2019       | Dickinson                           | Louisa May Alcott  | Episódio: "There's a Certain Slant of Light" |
| 2020       | The Flight Attendant                | Annie Mouradian    | Elenco principal                             |